# Mario Dolcher
Mario Dolcher (Zara, 22 gennaio 1920 – Sassari, 10 luglio 1997) è stato un matematico italiano.

## Biografia
Mario Dolcher frequentò il liceo a Gorizia indi studiò presso la Scuola normale superiore di Pisa dove si laureò nel 1942 con Leonida Tonelli. L'anno successivo si perfezionò con Heinz Hopf al Politecnico federale di Zurigo. Nel 1945, negli ultimi giorni della seconda guerra mondiale, iniziò a insegnare alla facoltà di ingegneria dell'università di Trieste, come assistente di Bruno De Finetti. Nel 1956 ottenne la prima libera docenza italiana in Topologia presso l'università di Ferrara. Ritornò ad insegnare a Trieste l'anno successivo e nel 1965 divenne professore ordinario di analisi matematica presso la facoltà di ingegneria, dove rimase fino al ritiro nel 1995.
Morì per un ictus durante una visita al fratello.